# 圣埃斯特万德尔莫拉尔
圣埃斯特万德尔莫拉尔，是西班牙卡斯蒂利亚-莱昂萨莫拉省的一个市镇。 总面积25平方公里，总人口174人（2001年），人口密度7人/平方公里。